# Жармухамедов, Алжан Мусурбекович
Алжа́н Мусурбе́кович Жармухаме́дов (каз. Әлжан Мүсірбекұлы Жармұхамедов; 2 октября 1944, Бостандыкский район, Южно-Казахстанская область — 3 декабря 2022, Москва) — советский баскетболист. Олимпийский чемпион 1972 года. Бронзовый призёр Олимпиады 1976 года. Первый Олимпийский чемпион казахского происхождения.
Центровой. Заслуженный мастер спорта СССР (1979, первоначально присвоено в 1972, в 1973 снято за нарушение таможенного режима). Заслуженный тренер России (1995). Майор Российской армии в отставке.

## Биография
Родился в посёлке Таваксай Бостандыкского района Ташкентской области недалеко от города Газалкента Узбекской ССР. Его отец Мусурбек — казах из рода жаппас, мать Прасковья Жеронкина — запорожская казачка, бежавшая от голода с Украины.
После окончания школы № 7 имени А. С. Макаренко в течение двух лет работал шлифовальщиком на заводе в соседнем Чирчике, где получил производственную травму и сильно повредил два пальца на правой руке, что, тем не менее, не помешало ему впоследствии стать знаменитым баскетболистом и олимпийским чемпионом.
С 1963 по 1967 год учился в Узбекском государственном институте физической культуры в Ташкенте, играл за СКА (Ташкент), был привлечён в сборную СССР, стал чемпионом Европы 1967. Старший тренер ЦСКА и сборной СССР Александр Гомельский уговаривал Жармухамедова перейти в его клуб. Получив отказ, не взял спортсмена на Олимпиаду в Мехико в 1968 году, а потом на чемпионат мира в 1969 году.
Дважды Жармухамедов пытался перейти в алма-атинский «Буревестник», но его возвращали в Ташкент. Спор между двумя республиками за талантливого баскетболиста решила Москва. В октябре 1969 года на квартиру Жармухамедова пожаловали второй тренер московского ЦСКА Астахов, офицер из военкомата и два солдата: «Собирайся, мы за тобой приехали. Вот письмо за подписью заместителя министра обороны СССР маршала Соколовского». В ноябре 1969 года, когда у него родился сын, Алжан Жармухамедов стал играть за московский ЦСКА, где его и стали считать узбеком. Но в журнале «Физкультура и спорт», 1972, № 10 в официальном списке чемпионов мюнхенской Олимпиады 1972 года Алжан Жармухамедов обозначен, как казах. Таким образом, Жармухамедов является первым казахом — олимпийским чемпионом.
Весной 1973 года, когда сборная СССР возвращалась из турне по США и Латинской Америке, на таможне аэропорта Шереметьево был уличен в «нарушении правил ввоза материальных ценностей в СССР». Вместе с А. Беловым, М. Коркия и И. Дворным получил «пожизненную дисквалификацию» и был отчислен из сборной. Также был лишён звания «заслуженный мастер спорта СССР». Через 2 года дисквалификация была отменена, а спортивное звание «ЗМС СССР» было возвращено только в 1979 году, после победы в составе сборной СССР на ЧЕ-1979.
После окончания спортивной карьеры пять лет работал тренером в Группе советских войск в Германии, затем был направлен в алма-атинский СКА на должность тренера спортивного клуба по пулевой стрельбе (1987 год).
Уйдя из большого спорта в 2002 году, остался в Москве, тренировал мужскую и женскую команды Московского гуманитарного университета. Вместе с сыном Владиславом создал детско-юношеский баскетбольный клуб «Лаурус».
Умер 3 декабря 2022 года. Похоронен на Федеральном военном мемориальном кладбище в Мытищах.

## Достижения
- Олимпийский чемпион 1972 в Мюнхене
- Бронзовый призёр Олимпийских игр-1976 в Монреале
- Серебряный призёр чемпионата мира по баскетболу: 1978
- Бронзовый призёр чемпионата мира по баскетболу: 1970
- Чемпион Европы: 1967, 1971, 1979
- Серебряный призёр чемпионата Европы: 1975
- Победитель Универсиады-1970
- Победитель Кубка чемпионов: 1971
- 10-кратный чемпион СССР по баскетболу: 1970-74, 1976-80
- Серебряный призёр чемпионата СССР по баскетболу: 1975
- Победитель Спартакиады народов СССР: 1971, 1975, 1979
- Награждён советским орденом «Знак Почёта» (1972) и российским орденом Почёта (07.12.2006).

## Признание
В один из визитов[когда?] известного баскетболиста и тренера в Алма-Ату ему было присвоено звание почётного профессора Казахской академии спорта и туризма (бывший КазГИФК).

## Киновоплощение
В фильме «Движение вверх» (Россия, 2017, реж. А. Мегердичев) о победе сборной СССР над командой США в финале Олимпийских игр 1972 года в Мюнхене роль Жармухамедова играет актёр Александр Ряполов. Фильм и сам баскетболист, приехавший на премьеру на родину, были тепло встречены в Казахстане.

## Семья
- Жена — Лариса Петровна Жармухамедова.
- Сын Владислав (16.11.1969) — бывший баскетболист. Начал тренерскую деятельность в 1995 году[16].
- Сын Сергей (28.06.1976) — бывший баскетболист, играл в командах Суперлиги России (Динамо (Москва), Арсенал, Автодор, Спартак (Санкт-Петербург) и Белоруссии. В настоящее время — тренер-скаут клуба ЦСКА[17].